# Манастир Богородица Стонска
Манастир Богородица Стонска је некадашњи манастир Српске православне цркве који је постојао током 13. и почетком 14. века у близини Стона на полуострву Пељешцу. У овом манастиру је 1219. године први српски архиепископ Свети Сава основао Хумску епархију за области Хумске Земље и Травуније (данашња Херцеговина, са дубровачким приморјем).

## Историја
У другој половини 12. века, Хумском Земљом је владао велики кнез Мирослав, брат Стефана Немање. Након смрти кнеза Мирослава, који је столовао управо у Стону, у области Захумља је наступило раздобље превирања, које је окончано за време владавине српског краља Стефана Првовенчаног. Када је први српски архиепископ Свети Сава након стицања црквене аутокефалности 1219. године приступио организовању нових епархија, једну од њих је сместио управо при старом храму Богородице Стонске. У време оснивања, Хумска епархија је обухватала читаву област Хумске Земље са Травунијом.
Иако првобитна повеља Стефана Првовенчаног и светог Саве из 1220. године о оснивању Хумске епархије и њеног епархијског властелинства није сачувана, њен садржај се може сагледати на основу касније потврдне повеље српског краља Стефана Уроша I из 1243—1253. године. Овом повељом, краљ је потврдио све раније дарове свога оца Стефана Првовенчаног хумском манастиру Богородице Стонске. Међутим, када се поставило питање о измештању катедралног места Хумске епархије из Стона у храм Светог Петра на Лиму у Бијелом Пољу, краљ Урош је 1254—1263. године старим поседима придодао и нове, махом у Полимљу. Услед нередовних прилика и измештања боравишног места хумских епископа, манастир Богородице Стонске је почео да опада.
Након смрти српског краља Стефана Милутина (1321), успео је босански бан Стјепан II Котроманић да завлада Захумљем. Тадашњи хумски епископ Данило је стога боравио у манастиру Св. Петра на Лиму. Негов наследник, хумски епископ Стефан (1324) се такође није могао вратити у Стон. Стога му је српски краљ Стефан Дечански потврдио посед над Манастиром Св. Петра на Лиму у Бијелом Пољу. Међутим, православно свештенство је након свих ових збивања и даље било присутно у Стону, што је потврђено и знаменитим уговором из 1333. године, склопљеним између Дубровчана и српског краља Стефана Душана, у којем је било изричито предвиђено да је након предаје Стона у њему остати и православни свештеник. Међутим, ова одредба касније није поштована, тако је услед римокатоличког прозелитизма у стонском приморју дошло до знатног опадања православља.
Према дубровачком катастру из 1393. године, манастир Богородице Стонске је већ увелико био запустео: "Item dighemo che le saline e lo monastero de sca Maria cum tute sua raxon e pretinentia si e del Comun". На основу помена солане у овом запису, историчари су закључили да се манастир Богородице Стонске налазио у делу Стонског поља познатом као Лужине, по чему је манастирски храм временом и постао познат као Госпа од Лужина. Након преузимања од стране римокатолика, храм је током наредних векова претрпео разне преправке. Систематска археолошка истраживања на том локалитету још увек нису спроведена.